# John Golding
John Golding (9 mars 1931 - 20 janvier 1999) est un homme politique du Parti travailliste et un dirigeant syndical au Royaume-Uni.

## Biographie
Il fait ses études à la Chester City Grammar School, à l'Université de Keele et à la London School of Economics. Après avoir travaillé quelque temps dans la fonction publique, il accepte un poste de chercheur au Post Office Engineering Union.
Golding est élu député de Newcastle-under-Lyme lors d'une élection partielle en 1969. Il sert dans les gouvernements d'Harold Wilson et de James Callaghan, comme PPS d'Eric Varley le ministre de la Technologie, whip travailliste dans l'opposition et ministre de l'Emploi. Il est un adversaire déclaré des gauchistes travaillistes tels que Tony Benn et Eric Heffer, qu'il considère comme des rêveurs oisifs déconnectés de la classe ouvrière.
Golding est une figure clé dans l'opposition à la tendance militante entriste, et surtout dans la mobilisation des dirigeants syndicaux modérés pour qu'ils exercent leurs votes en bloc pour atteindre cet objectif. Après sa mort, ses écrits sont publiés sous le titre Hammer of the Left: My Part in Defeating the Labour Left, par John Golding et Paul Farrelly.
En 1986, il quitte le Parlement (en postulant pour les Chiltern Hundreds) pour occuper le poste de secrétaire général de l'Union nationale des communications. Il occupe ce poste jusqu'en 1988.
Après avoir quitté le siège de Newcastle-under-Lyme, l'élection partielle qui en résulte est remportée par sa femme Llin, qui occupe le siège jusqu'à sa retraite en 2001; son successeur au siège est Paul Farrelly.
Le titre de gloire le plus inhabituel de John Golding est qu'il a prononcé un jour un discours en commission d'une durée de onze heures et quinze minutes. Il s'agissait théoriquement d'un petit amendement au projet de loi visant à privatiser British Telecom. Cette obstruction a contribué à retarder la privatisation jusqu'après les élections générales de 1983, mais avec les conservateurs de Margaret Thatcher obtenant une majorité parlementaire massive, la privatisation a rapidement été menée. Les changements dans la procédure parlementaire britannique empêchent que le record de Golding ne soit jamais battu.
Golding est également crédité d'avoir trouvé un moyen d'introduire l'imprévisibilité désormais typique des questions du premier ministre. En 1975, il décide de poser la question la plus large possible sur ce que le Premier ministre avait à l'ordre du jour de la journée afin qu'il puisse ensuite utiliser son droit de suivi pour demander au Premier ministre tout ce qu'il voulait, en esquivant le système de contrôle strict sur les questions. en usage jusqu'alors.